# World Games 2017/Teilnehmer (Rumänien)
| Gelbes Symbol für Goldmedaillen mit stilisierten Olympischen Ringen | Graues Symbol für Silbermedaillen mit stilisierten Olympischen Ringen | Braundes Symbol für Bronzemedaillen mit stilisierten Olympischen Ringen |
| ------------------------------------------------------------------- | --------------------------------------------------------------------- | ----------------------------------------------------------------------- |
| —                                                                   | 1                                                                     | 1                                                                       |

Rumänien nahm in Breslau an den World Games 2017 teil. Die rumänische Delegation bestand aus 20 Athleten.

## Medaillengewinner

### Silber
| Name                                                                    | Sportart | Wettkampf |
| ----------------------------------------------------------------------- | -------- | --------- |
| Andreea Bogati Gabriel Bocser Lucian Sulescu Dacian Barna Marian Brotei | Aerobic  | Gruppe    |

### Bronze
| Name                        | Sportart | Wettkampf |
| --------------------------- | -------- | --------- |
| Andreea Bogati Dacian Barna | Aerobic  | Paar      |

## Teilnehmer nach Sportarten

### Aerobic
| Athleten | Wettbewerb | Qualifikation | Qualifikation | Finale / Platz 3 | Finale / Platz 3 | Rang          |
| Athleten | Wettbewerb | Punkte        | Platz         | Punkte           | Platz            | Rang          |
| --- | ---------- | ------------- | ------------- | ---------------- | ---------------- | ------------- |
| Mixed |            |               |               |                  |                  |               |
| Andreea Bogati Gabriel Bocser Lucian Sulescu Dacian Barna Marian Brotei                                                        | Gruppe     | 22.200        | 1             | 22.683           | 2                | Silber        |
| Andreea Bogati Dacian Barna | Paar       | 21.650        | 3             | 21.700           | 3                | Bronze        |
| Andreea Bogati Lavinia Panaete Denisa Ganea Madalina Cioveie Steliana Stoenescu Bianca Gorgovan Cristina Nedelcu Andreea Darie | Tanz       | 18.100        | 5             | ausgeschieden    | ausgeschieden    | ausgeschieden |

### Indoor-Rudern
| Athleten            | Wettbewerb           | Zeit   | Rang |
| ------------------- | -------------------- | ------ | ---- |
| Männer              |                      |        |      |
| Sebastian Adamovici | 2000 m Leichtgewicht | 6:45,1 | 9    |

### Jiu Jitsu
| Athleten      | Wettbewerb    | Vorrunde     | Vorrunde | Vorrunde              | Vorrunde | Halbfinale    | Halbfinale    | Finale        | Finale        | Rang          |
| Athleten      | Wettbewerb    | Gegner       | Ergebnis | Gegner                | Ergebnis | Gegner        | Ergebnis      | Gegner        | Ergebnis      | Rang          |
| ------------- | ------------- | ------------ | -------- | --------------------- | -------- | ------------- | ------------- | ------------- | ------------- | ------------- |
| Männer        |               |              |          |                       |          |               |               |               |               |               |
| Mihai Handrea | 62 kg Ne-Waza | Ron Cohen    | 2:4      | Jairo Viviescas Ortiz | 0:5      | ausgeschieden | ausgeschieden | ausgeschieden | ausgeschieden | ausgeschieden |
| Dinu Bucaleț  | 77 kg Ne-Waza | Wim Deputter | 0:2      | Kubilay Bulut         | 0:13     | ausgeschieden | ausgeschieden | ausgeschieden | ausgeschieden | ausgeschieden |

### Squash
| Athleten     | 1. Runde               | 1. Runde | Achtelfinale  | Achtelfinale  | Viertelfinale | Viertelfinale | Halbfinale    | Halbfinale    | Finale        | Finale        | Rang          |
| Athleten     | Gegner                 | Ergebnis | Gegner        | Ergebnis      | Gegner        | Ergebnis      | Gegner        | Ergebnis      | Gegner        | Ergebnis      | Rang          |
| ------------ | ---------------------- | -------- | ------------- | ------------- | ------------- | ------------- | ------------- | ------------- | ------------- | ------------- | ------------- |
| Männer       |                        |          |               |               |               |               |               |               |               |               |               |
| Vasile Hapun | Miguel Ángel Rodríguez | 0:3      | ausgeschieden | ausgeschieden | ausgeschieden | ausgeschieden | ausgeschieden | ausgeschieden | ausgeschieden | ausgeschieden | ausgeschieden |

### Tanzen

#### Latein Tänze
| Athleten                     | 1. Runde | 1. Runde    | 1. Runde | 1. Runde   | 1. Runde | Halbfinale | Halbfinale  | Halbfinale | Halbfinale | Halbfinale | Finale | Finale      | Finale | Finale     | Finale | Rang |
| Athleten                     | Samba    | Cha Cha Cha | Rumba    | Paso Doble | Jive     | Samba      | Cha Cha Cha | Rumba      | Paso Doble | Jive       | Samba  | Cha Cha Cha | Rumba  | Paso Doble | Jive   | Rang |
| ---------------------------- | -------- | ----------- | -------- | ---------- | -------- | ---------- | ----------- | ---------- | ---------- | ---------- | ------ | ----------- | ------ | ---------- | ------ | ---- |
| Paar                         |          |             |          |            |          |            |             |            |            |            |        |             |        |            |        |      |
| Cristina Tatar Paul Moldovan | 8        | 6           | 6        | 6          | 8        | 8          | 6           | 5          | 5          | 5          | 6      | 6           | 6      | 5          | 5      | 6    |

#### Standard Tänze
| Athleten                         | 1. Runde | 1. Runde | 1. Runde      | 1. Runde     | 1. Runde  | Halbfinale | Halbfinale | Halbfinale    | Halbfinale   | Halbfinale | Finale        | Finale        | Finale        | Finale        | Finale        | Rang |
| Athleten                         | Walzer   | Tango    | Wiener Walzer | Slow Foxtrot | Quickstep | Walzer     | Tango      | Wiener Walzer | Slow Foxtrot | Quickstep  | Walzer        | Tango         | Wiener Walzer | Slow Foxtrot  | Quickstep     | Rang |
| -------------------------------- | -------- | -------- | ------------- | ------------ | --------- | ---------- | ---------- | ------------- | ------------ | ---------- | ------------- | ------------- | ------------- | ------------- | ------------- | ---- |
| Paar                             |          |          |               |              |           |            |            |               |              |            |               |               |               |               |               |      |
| Roxana Lucaciu Paul Ionut Rednic | 14       | 12       | 7             | 10           | 10        | 9          | 7          | 9             | 8            | 8          | ausgeschieden | ausgeschieden | ausgeschieden | ausgeschieden | ausgeschieden | 9    |